# Peter Stuyvesant
Pieter Stuyvesant (c. 1612 – august 1672) var den sidste hollandske generalguvernør i kolonien Ny Amsterdam. Han indtog denne post fra 1647 og indtil byen blev overgivet til englænderne i 1664, hvorefter den blev omdøbt til New York. Stuyvesant er en vigtig person i byen New Yorks tidlige historie. Bl.a. anlagdes i hans tid den mur, som senere gav navn til Wall Street, kanalen hvor nu  Broad Street ligger og Broadway.

## Privatliv
Stuyvesant blev født omkring 1612 i Peperga, Friesland. Han voksede op i Scherpenzeel. Han studerede sprog og filosofi ved universitetet i Franeker. Han blev i 1645 gift med Judith Bayard (c. 1610-1687) og fik med hende datterern Judith og sønnen Nicolaes Willem Stuyvesant (1648–1698). Stuyvesant tilbragte sine sidste år på sin ejendom udenfor New York, Great Bouwerie. Huset, som lå nær landsbyen Haarlem, brændte i 1677, men et pæretræ, som stammede fra Stuyvesants tid, blev stående på hjørnet af 13. street og 3. avenue indtil 1867.  Pieter Stuyvesant døde i august 1672 og blev begravet i familiekapellet i St. Mark's Church in-the-Bowery.

## Karriere
Stuyvesant blev ansat i Det Hollandsk Vestindiske compagni omkring 1635, og var direktør i dettes koloni Curaçao fra 1642 til 1644. Han kom til New Amsterdam i 1647 og udpegede i september samnme år et råd på ni mænd som repræsentanter for kolonien Ny Amsterdam. I 1664 sendte Charles II af England fire engelske skibe med 450 mand under kommando af Richard Nicolls til den hollandske koloni. De krævede den hollandske kolonis overgivelse. Til gengæld lovede englænderne, at alle, der ville underlægge sig den engelske konge, kunne beholde "liv, sikkerhed og frihed". Stuyvesant accepterede dette og tog i 1665 til Holland for at aflægge beretning om sin embedsperiode, hvorefter han vendte tilbage til New York, hvor han tilbragte sine sidste år. Mange steder i New York bærer navne til minde om Stuyvesant. Mest kendt er gaden the Bowery, der er opkaldt efter hans ejendom Great Bouwerie. Stuyvesant har stadig efterkommere i byen, men selve navnet uddøde med Augustus van Horne Stuyvesant, Jr. som døde i 1953.